# Leopard 1
Leopard 1 е германски основен боен танк на служба в Бундесвера и други държави от 1965 г. Разработката му започва след 1956 г. като съвместен проект на Западна Германия, Франция и Италия. По-късно Франция се отказва и започва работа по създаването на собствен танк. През 1965 г. е избран проектът на „Порше“ и започва серийното му производство, което продължава до 2005 г. Произведени са общо 6485, от които 4744 танка и 1741 машини с различна употреба. Танкът е въоръжен със 105-mm нарезно оръдие с боекомплект 60 снаряда и две 7,62-mm картечници. Масата му е 40 t (42,4 след версия 1А2), развива максимална скорост 65 km/h със запас от ход 600 km по шосе.

## История на създаването
Началото на работата по танка Leopard 1 е поставено през ноември 1956 г., когато се взема решение за създаване на танк, германска разработка, който да замени американските танкове М47 и М48 на въоръжение в Бундесвера. Детайлната спецификация е готова на 25 юли 1957 г. Според нея новият танк не трябва да тежи повече от 30 тона, съотношението мощност към маса да бъде над 30 к.с./тон, да издържа обстрел с 20-mm скорострелно оръдие от всички страни, да е пригоден за химическа и радиоактивна защита. С цел унификация на въоръжението в НАТО е решено да се използва британското 105-mm оръдие L7. Основен приоритет за новия танк трябва да бъде мобилността, а огневата мощ и броневата защита остават на второ място.
Към работата на германците се присъединяват и французите, след като работата по техния тежък танк АМХ-50 е прекратена. През юни 1957 г. ФРГ и Франция подписват споразумение за съвместна разработка на европейски танк (Europa-Panzer). През септември 1958 г. към проекта се присъединява и Италия.
Работа по новия проект започват три немски (Arbeitsgruppe A, B и C) и един френски екип, като всеки от тях създава по два прототипа.
Екип А на Порше (Porsche) създава Model 734 с лята купола, екип B на Рейнметал (Rheinmetall) създава също прототип с лята купола, но с по-голяма обща височина, екип С създава доста футуристичен модел, но не успява да построи прототипа навреме. През 1959 г. се решава екип А да построи 26 прототипа за фаза 2, а екип В – 6. През 1961 г. Порше продължават с построяването на още 50 прототипа, а през 1963 г. те очаквано печелят конкурса с Leopard 1 Prototype II. В окончателния вариант на нулевата серия е преработена куполата, както и моторно-трансмисионното отделение. През същата година Франция се отказва от по-нататъшната работа в полза на разработката на собствения си танк AMX-30.
В началото на 1964 г. започва серийното производство на първата поръчка от 1500 танка в заводите на Krauss-Maffei в Мюнхен, а през 1965 г. първите машини са предадени на Бундесвера.
От 1967 г. започва производството на модификацията Leopard 1A1, екипирана с двуплоскостен стабилизатор и топлозащитен кожух на оръдието, бордови противокумулативни екрани и оборудване за преодоляване на водна преграда. Общо от версията 1А1 са построени 1845 танка.
От 1973 се произвежда нова модификация – Leopard 1A2 (построени 232 танка) с преработена купола, усилена броня, подобрена защита срещу оръжия за масово поразяване. Същата година се появява и третата сериозна модификация – Leopard 1A3 (построени 110 танка) със заварена купола с разнесена броня и клиновидна бронева маска на оръдието. Година по-късно започва производството на Leopard 1A4 (построени 250 танка), където промените засягат основно подобряване на огневата мощ Танкът вече има нова система за управление на огъня: лазерен мерник-далекомер, балистически изчислител и панорамен мерник на командира с независима стабилизация.
През 1980 г. се монтира ново поколение система за нощно виждане – PZB 200. Преоборудваните танкове получават нови обозначения: Leopard 1A1A2, Leopard 1A2A1 и Leopard 1A3A1.
През 1987 г. е извършена сериозна модернизация на 1225 танка Leopard 1A1A1, като са използвани компоненти от новия танк Leopard 2: с нова система за управление на огъня – EMES 18, включваща и топловизор.

## Описание на конструкцията

### Компоновка
Танкът е изграден по класическа схема – в предната част е отделението за управление, в средата е бойното отделение и в кърмовата част – моторно-трансмисионното отделение. Екипажът е от четирима души. Механик-водачът се намира в носовата част на корпуса, като работното му място е изместено към десния борд. Командирът на танка и мерачът са в бойното отделение отдясно на оръдието, а пълначът – отляво. Боекомплектът за оръдието е разположен в основно в предната част на корпуса отляво на механик-водача и в бойното отделение.

### Двигател и трансмисия
Двигателят е многогоривен четиритактов 10-цилиндров дизелов двигател с течно охлаждане MB 838 СаМ-500, достигащ мощност 819 к.с. (610 kW) при 2200 об./мин. Пускането му се извършва от електростартер. Конструкцията на трансмисията позволява пускането да се осъществява с буксир. Резервоарите с общ обем 985 л са разположени в моторно-трансмисионното отделение. Разходът на гориво е 160 l/100 km. Танкът развива максимална скорост 65 km/h, като запасът от ход му е 600 km по шосе или 450 km по пресечена местност. Пробегът до капитален ремонт е установен на 10 000 km.
Двупоточната хидромеханическа трансмисия 4 НР-250 включва еднореакторна комплексна хидропредавка с блокиращ фрикцион, планетна предавателна кутия и механизъм за завъртане от диференциален тип. Планетната предавателна кутия е с две степени на свобода и автоматично превключване.
За управление на завъртането се използва щурвал. Предвидена е възможност за дублиране на управлението на движението от командира. Верижната система съдържа по 7 опорни и по 4 поддържащи ролки на борд, направляващи колела с механизъм за опъване на веригата, задни водещи колела, вериги с гуменометалически шарнири и сваляеми гумени възглавнички. Окачването е торсионно с телескопични амортизатори на 1, 2, 3, 6 и 7 възел. Направляващите колела са взаимозаменяеми с опорните ролки.

### Въоръжение
Основното въоръжение на танка е 105-mm нарезно оръдие Royal Ordnance L7A3 L/52 – тази версия е специална разработка на L7 за Leopard 1. Оръдието има ежектор за изсмукване на барутните газове, а от версия 1А1 – и топлозащитен кожух. Боекомплектът е 60 снаряда, но от версия 1А4 са намалени на 55. От тях 42 са разположени отляво в предната част на танка, а останалите – в куполата. В него влизат бронебойно-подкалибрени със стабилизирано въртене, кумулативни, бронебойно-фугасни снаряди и осколъчно-фугасни снаряди. Оръдието има двуплоскостен стабилизатор от електрохидравличен тип.
Допълнителното въоръжение включва две 7,62-mm картечници MG-3A1 – едната сдвоена с оръдието, а другата на командирския люк като зенитна. Боекомплектът им е 5200 патрона. На някои версии като зенитна картечница се монтира 12,7-mm М2 на Browning.
Първоначално мерачът разполага със стереоскопичен прицел-далекомер TEM-1A и резервен прицел TZF-1A. Командирът разполага с прицел TRP-1A. От версия 1А2 командирът разполага и с далекомер, а от версия 1А3 – с подобрен прицел TRP-2A. От версия 1А4 се въвежда усъвършенствана система за управление на огъня.
Командирът вече има стабилизиран прицел PERI R12, а мерачът – стереоскопичен прицел EMES-12A1 и балистичен изчислител, изработващ поправки за скоростта на целта, страничния вятър, разстоянието до целта, температурата на въздуха и атмосферното налягане, собствената скорост на танка и износването на цевния канал. След последната модификация на танка – Leopard 1А5, с новата система за управление на огъня – EMES-18, основният прицел на мерача е съвместен с лазерен далекомер. Топловизорната установка позволява стрелба с оръдието през нощта на разстояние до 2000 m. Освен основния мерник мерачът има и спомагателен телескопически шарнирен мерник FERO-Z12. Мерниците на мерача и командира са снабдени с автоматически затварящи се щори, изключващи кратковременното заслепяване при изстрел през нощта. Предвидено е дублирано управление на огъня от командира, като неговия дневен панорамен мерник има независима стабилизация на полезрението, а като нощен мерник се използва приставка към топловизионния канал на основния мерник на мерача.

### Защита
Корпусът на танка е изграден от заварени монолитни бронирани листове. Горният челен лист е наклонен на 60 градуса. Бордовете от версия 1А1 нататък са защитени със секционни противокумулативни екрани от гумирани стоманени листове с дебелина 10 mm. Куполата е лята, като от версия Leopard 1А1А нататък се монтират допълнителни бронирани листове, изработка на Blohm & Voss. От версия Leopard 1АЗ куполата е от заварени листове с разнесена защита. Канадските версии на танка, участващи в мироопазващи мисии, са съоръжени и с допълнителна металокерамична броня MEXAS-М на германската фирма IBD Deisenroth Engineering. Танкът е покрит с деформираща окраска, затрудняваща неговото откриване. Намаляването на топлоизлъчването от двигателя се обезпечава със смесването в специална камера на изгорелите газове с въздушен поток от охлаждащите вентилатори. За създаване на димна завеса се използват димни гранати, изстрелвани от гранатомети, монтирани на куполата – по 4 броя отляво и отдясно.

## Модификации
- Leopard 1 (1965 – 67 г.) – базов образец.
- Leopard 1A1 (1967 – 72 г.) – монтират се топлозащитен кожух на оръдието, бордови противокумулативни екрани, стабилизатор на въоръжението (след 1971 г.), вериги с нова конструкция със сваляеми гумени възглавници и оборудване за преодоляване на водни прегради до 4 m.
- Leopard 1A2 (1973 г.) – има допълнителна бронировка на куполата, усъвършенствана система за защита от оръжия за масово поразяване и установяване на активно-пасивни прибори за наблюдение при командира и механик-водача. Масата на танка нараства на 42,4 t.
- Leopard 1AЗ (1973 – 74 г.) – монтира се нова купола от заварени листове с разнесена броня и клиновидна бронева маска на оръдието, нов прицел на командира – TRP-2A.
- Leopard 1A4 (1974 г.) – снабден е с нова система за управление на огъня, включваща лазерен мерник-далекомер EMES-12A1, балистически изчислител, панорамен мерник на командира с независима стабилизация – PERI R12. Боекомплектът е намален на 55 снаряда.
- Leopard 1A1A1 (1975 г.) – Leopard 1A1 с усилена бронировка на куполата, разработена от Blohm & Voss.
- Leopard 1A1A2 (1980) – модификация на Leopard 1A1A1, снабдена с новата система за нощно виждане PZB 200.
- Leopard 1A1A3 – модификация на Leopard 1A1A1, снабдена с дигитална радиостанция SEM 80/90.
- Leopard 1A1A4 – модификация на Leopard 1A1A1, снабдена със система за нощно виждане PZB 200 и дигитална радиостанция SEM 80/90.
- Leopard 1A2A1 (1980 г.) – модификация на Leopard 1A2, снабдена със система за нощно виждане PZB 200.
- Leopard 1А2А2 – модификация на Leopard 1А2, снабдена с дигитална радиостанция SEM 80/90.
- Leopard 1А2А3 – модификация на Leopard 1А2, снабдена със система за нощно виждане PZB 200 и дигитална радиостанция.

- Leopard 1A3A1 (1980 г.) – модификация на Leopard 1A3, снабдена със система за нощно виждане PZB 200.
- Leopard 1A5 (1986 г.) – модификация на Leopard 1A1А1, снабдена е с нова система за управление на огъня – EMES-18, включваща топловизорна система, бързодействаща система ППО, а също така има по-високо ниво на бронева защита от обикновените средства за поразяване в сравнение с танка Leopard 1A1.
- Leopard 1A6 (1987 г.) – опитна версия с допълнителна броня и 120-mm оръдие. Не влиза в серийно производство.

### Модификации за държави клиенти
- Leopard 1AS1 – за Австралия. Версията оборудвана с белгийската система за контрол на огъня SABCA и лазерен далекомер.
- Leopard 1BE – за Белгия. Версията е модернизирана след 1975 г. с оръдеен стабилизатор на Cadillac-Gage и топлозащитен кожух на оръдието, белгийска система за контрол на огъня SABCA, картечниците също са заменени с белгийски – 7,62-mm FN MAG.
- Leopard 1А5BR – за Бразилия.
- Leopard 1C1 и C2 – за Канада. Версията C1 е на основата на Leopard 1А3, но с допълнително инсталиран лазерен далекомер, датчик за отчитане скоростта на вятъра и др. Версията C2 е модифициран Leopard 1A5, екипиран с топловизор, система за управление на огъня EMES-18, картечниците са заменени със 7,62-mm C6 GPMG – вариант на белгийската FN MAG. Танковете, участващи в мироопазващата мисия в Афганистан, са съоръжени и с допълнителна металокерамична броня MEXAS-М.
- Leopard 1 DK – за Дания. Версията е на основата на Leopard 1A3. Модифицирани са до ниво Leopard 1А5, като освен новата система за управление на огъня EMES-18 машините могат да бъдат оборудвани и с устройства за обезвреждане на мини – версия 1А5DK.
- Leopard 1A3GR – за Гърция. Версията е на основата на Leopard 1A3, но с допълнително монтирана система за управление на огъня EMES-12A3 и система за нощно виждане PZB 200.

- Leopard 1А5NO – за НорвегияБронирана ремонтно-евакуациона машина Bergepanzer2
- Leopard 1Т – за Турция. Съоръжени са с нова система за управление на огъня Volkan, разработка на турската фирма Aselsan.
- Leopard 1ТU – за Турция. Доставка от 1983 г., съоръжена със система за управление на огъня EMES-12A3 FCS.
- Leopard 1V – за Холандия. – На основата на Leopard 1A1A4, оборудвани с допълнителна броня на куполата, система за управление на огъня EMES-12A3 AFSL-2 с лазерен далекомер, оптичен далекомер, електронен контрол на огъня, димни гранати.

### Машини на базата на Leopard 1
- Gepard – зенитна самоходна установка с две 35-мм зенитни оръдия, разработка на швейцарската фирма Oerlikon. За холандската армия е произведена версия, известна като PRTL, с холандска радарна система.

- Bergepanzer 2 Standard – бронирана ремонтно-евакуациона машина, разработена на основата на Leopard 1А1, съоръжена с кран с товароподемност 20 t.
- Bergepanzer 2A1 (Pionierpanzer 1) – бронирана инженерна машина, съоръжена с булдозерно гребло, сменяем ескаваторен кош и съоръжения за изкопаване на ровове.
- Bergepanzer 2A2 – бронирана ремонтно-евакуациона машина, разработка на Круп с по-мощно краново оборудване – 25 t.
- Hippo BARV – бронирана ремонтно-евакуациона машина на базата на шаси на Leopard 1А5, разработено за британската армия от ALVIS Moelv.
- Dachs (Pionierpanzer 2) – бронирана инженерна машина, разработка на Круп от края на 80-те, модификация на Pionierpanzer 1.
- Biber – мостопоставяч.

### Опитни разработки
- 155-mm самоходна артилерийска установка с френско оръдие
- 2х30-mm зенитна самоходна установка Matador, разработка на Rheinmetall.
- 76-mm зенитна самоходна установка Otomatic – разработка на италианската OTO Breda.

## Бойно използване
Leopard 1 е използван при мироопазващи мисии в Босна и Херцеговина, Косово и Афганистан.
На 29 април 1994 г. датски танкове Leopard 1A5DK по време на операция Bøllebank попадат на засада близо до босненския град Тузла. Въпреки строгите правила за ненамеса 7 танка отвръщат на огъня. Те изстрелват общо 72 снаряда, като поразяват сръбски артилерийски установки, бункери и склад за амуниции. Още 19 бронебойни снаряда са изстреляни и срещу 3 сръбски танка Т-55. Това е първият случай на бойно използване на Leopard 1 и на участие на датски войници в бойни действия след Втората световна война. На 25 октомври същата година при операция Amanda близо до босненския град Градачац 3 датска танка Leopard 1 са атакувани от един сръбски Т-55. При завързалата се престрелка сръбският танк е изваден от строя, а датските танкове получават леки повреди.
Канадските въоръжени сили участват в мироопазващата мисия на КФОР в Косово през 1999 г. с танкове Leopard 1C1 – съоръжени допълнително с композитна броня MEXAS-M, а в мисията в Афганистан – с 15 Leopard 1C2, които на 2 декември 2006 г. участват в бойни действия, като отвръщат на ракетен обстрел на талибаните близо до Кандахар. В мисиите в Косово и Афганистан участват и белгийски танкове Leopard 1A5.

## На въоръжение
- Бразилия – 128 Leopard 1A1BE и 220 Leopard 1A5BR [1].
- Гърция – 526 Leopard 1А4/5 [2]. Първите 104 Leopard 1A3 GR са поръчани от Германия през 1983 – 84 г., през 1992 получава 75 Leopard 1А5. Няколко месеца по-късно доставя 170 Leopard 1V и 2 Leopard 1A5 от Холандия. От 1998 до 2000 г. получава от Германия 192 Leopard 1A5, а през 2001 г. още 150 бройки. Част от машините от старите модификации са превърнати в транспортни средства или бракувани.
- Ливан – 43 Leopard 1А5, поръчани от Белгия, но сделката не е финализирана.
- Турция – 397 (170 Leopard 1A4 и 227 Leopard 1A3) [3]. Турция получава танкове от различни модификации – Leopard 1А3, Leopard 1А4 и Leopard 1А1А1. Танковете са модернизирани на местно ниво като Leopard 1Т
- Чили – 114 Leopard 1V [4]. Държавата получава от Холандия общо 202 машини Leopard 1V. По-късно броят на танковете на служба е намален.

### Бивши
- Австралия – 90 Leopard 1А3. След 2004 г. са заменени с M1A1 Abrams AIM и са оставени на съхранение
- Белгия – 334 Leopard 1BE, доставени между 1968 и 1971 – Белгия е първата държава от НАТО, поръчала танка. През 1975 г. са модифицирани с белгийска електроника и картечници. През 1993 – 1997 г. са преработени 134 машини до версия Leopard 1А5, впоследствие обаче 90 от тях са продадени на Бразилия, а останалите са свалени от въоръжение. Последните 30 бройки са свалени от въоръжение след 2012 г.
- Дания – 240. През 1978 г. поръчва 120 Leopard 1A3 – датската версия е Leopard 1DK През 1992 г. са поръчани още 120 танка от същата модификация, като заедно с предните са модифицирани до ниво Leopard 1A5. Повечето машини са свалени от въоръжение и заменени с Leopard 2.
- Еквадор – 30 Leopard 1V, доставени от Чили. Заменени са от 24 леки танка AMX 13.
- Италия – 720 (600 Leopard 1A2 и 120 Leopard 1A5). Първата поръчка за 200 танка Leopard 1А2 е между 1970 – 1972 г. Следващите общо 520 танка са построени в Италия от OTO Melara в периода 1974 – 1983 г. – Италия е единствената държава освен Германия, която произвежда този танк по лиценз. След края на Студената война повечето машини са свалени от въоръжение. През 1995 г. са поръчани 127 куполи за Leopard 1А5 за модернизиране на 120 танка. След 2008 г. всички Leopard 1 са свалени от въоръжение и заменени с италианския танк „Ариете“. На съхранение са оставени 120 машини Leopard 1А5.
- Канада – Канада поръчва 127 танка Leopard 1C1 – версия Leopard 1A3 с лазерен далекомер за замяна на остарелите британски танкове „Центурион“. От 2000 г. стартира програма за модифициране на 114 танка до ниво С2, съответстващо до голяма степен на Leopard 1А5. Част от танковете по-късно са свалени от въоръжение. 61 танка са оставени в резерв.
- Норвегия – 170, от които 78 Leopard 1А4 и 92 Leopard 1А5. Всички танкове са модернизирани до ниво 1А5 – известни като Leopard 1А5NO. Свалени са от въоръжение през 2008 г. и заменени с Leopard 2.
- Нидерландия – 468 Leopard 1, договорени в периода 1967 – 1969 г. Модифицирани са като Leopard 1V (V=verbeterd – подобрен) По-късно част от машините са продадени на Чили и Гърция. Останалите са заменени с Leopard 2. В употреба са останали сервизни машини на основата на танка.
- Обединено кралство – 4 Leopard 1А5, които са преоборудвани като бронирана ремонтно-евакуациона машина Hippo BARV.